# Ron Saunders
Ronald "Ron" Saunders (n. 6 noiembrie 1932, Birkenhead, Anglia, Regatul Unit – d. 7 decembrie 2019) a fost un jucător și antrenor de fotbal englez. A fost singurul antrenor care a antrenat atât pe Aston Villa, Birmingham City și West Bromwich Albion, trei cluburi rivale între ele.